# Лари

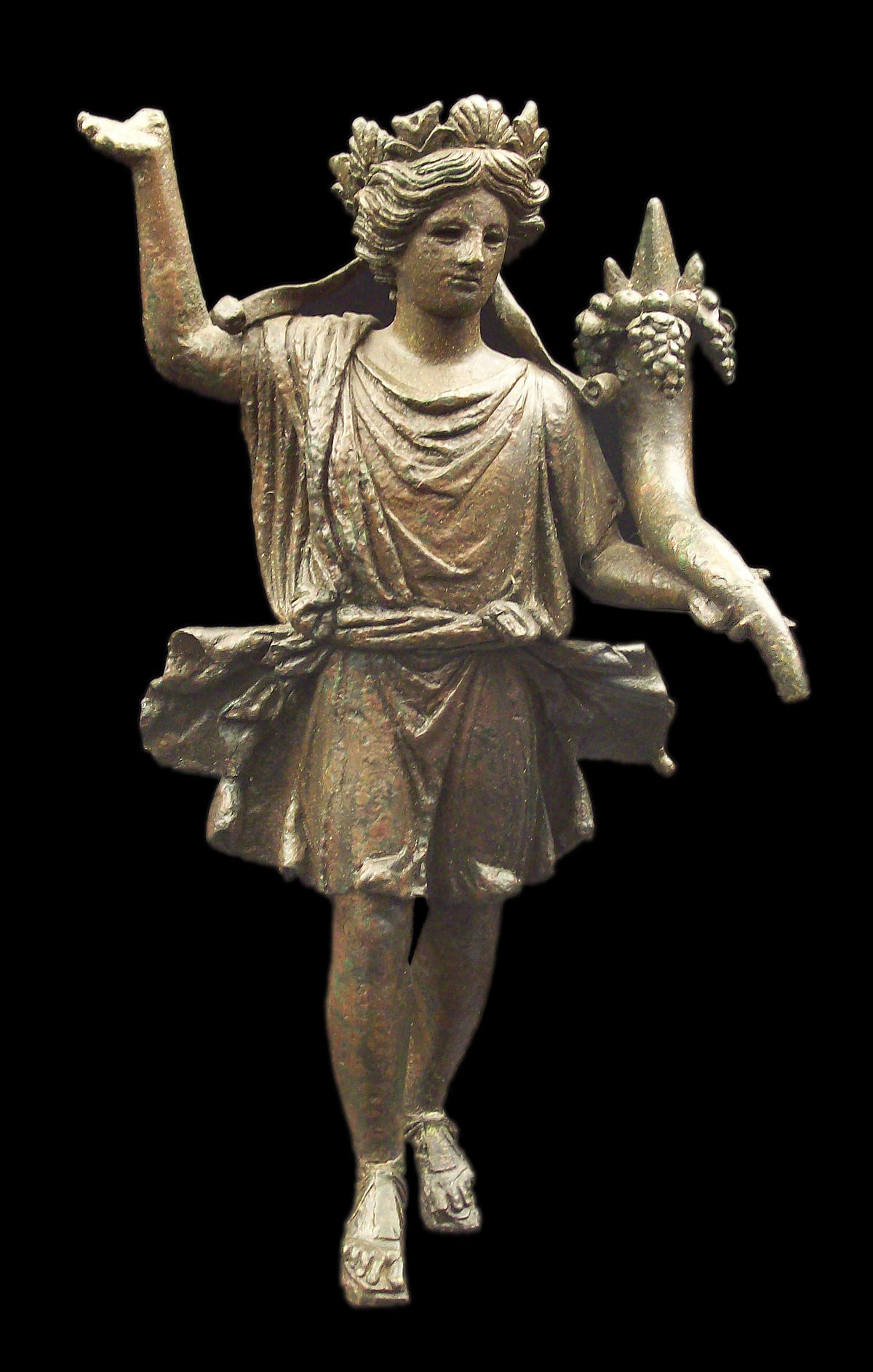
Статуетка лара. Національний археологічний музей, Мадрид

Ла́ри (лат. lares) — шановані в Римі добрі духи, що охороняли дім і родинне щастя.

## Образ і функції
На відміну від пенатів, лари були пов'язані з житлом. Римляни вірили, що лари не залишали дому навіть тоді, коли родина змінювала помешкання, тим часом як пенати йшли за господарями. Крім домашніх, римляни шанували також суспільних ларів, що вважалися покровителями міста й держави. Аврелій Августин припускав, що після смерті добрі люди перетворюються на ларів. У провінціях лари ототожнювалися з божествами родоплемінних і сільських громад. Деякі сучасні дослідники пов'язують ларів з предками, інші вважають їх початково духами рослинності та земельних ділянок.

## Культ ларів
Батько сім'ї щодня молився ларам, прощався з ними, рушаючи в дорогу, а після повернення посилав їм свої вітання. Тричі на місяць ларам приносили жертви, під час родинних свят їх увінчували квітами.
Ларам поклонялися впродовж усього життя. Коли юнакам виповнялося 15 років, вони дарували свої дитячі талісмани ларам. Коли наречена вперше входила в будинок свого чоловіка, вона мусила пожертвувати Ларам монети. Під час весільної церемонії римляни приносили ларам вінки з квітів та ладан. Після смерті члена сім'ї родині в кінці трауру приносили жертву ларам. Для поклоніння ларам в домах встановлювали спеціальні вівтарі — ларарії (lararium). Вид ларарію вказував на статус родини. Переважно це була ніша в стіні, куди поміщали невелику статуетку. Багаті люди встановлювали вівтар з мармуру на подіумі, що нагадувало мініатюрний храм.
Фамільні лари були пов'язані з домашнім вогнищем, сімейною трапезою, з деревами і гаями, присвяченими їм в садибі. До них зверталися за допомогою в зв'язку з пологами, обрядом ініціації, одруженням. Вважалось, що вони слідкують за дотриманням традицій у родині, карають порушників, частіше господарів, які надто жорстокі до рабів. У свою чергу раби шукали захисту від таких господарів біля домашнього святилища ларів і активно брали участь у їхньому культі. Ось чому, коли 23 грудня наставало свято ларенталій, всі жителі Риму, вільні громадяни й раби, приносили до вівтарів квіти, робили узливання вином і маслом, а потім від душі веселилися, співали, танцювали, дивилися на подання комедіантів і акробатів.

Свято Компіталії супроводжувалося величною трапезою, жартами, піснями та танцями. Також були присутні всілякі змагання на призи. Компіталії, в яких брали участь і раби, і вільні, були найбільш демократичними римськими святами, пов'язують з «царем-народолюбцем», сином рабині і лара — Сервієм Туллієм. Колегії плебеїв і рабів обслуговували культ компітальних ларів. Август в 12 ст. до н. е. реформував культ ларів, утворивши його колегії з рабів, відпущеників і плебеїв в кожному кварталі Риму та інших міст, і з'єднав з культом свого генія. Однак в будинках і маєтках лари продовжували шануватися колегіями рабів аж до повного падіння язичництва. Зображувалися фамільні і сусідські лари у вигляді двох юнаків в собачих шкурах і з собакою (як пильні охоронці).

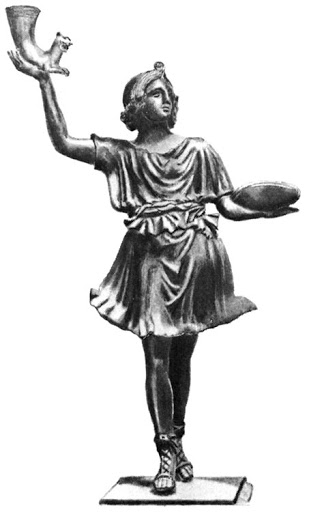
Статуетка лара. Рим, Капітолійський Музей

Вважалося, що ларів було дуже багато. Ледь не на кожному перехресті були вівтарі на їхню честь, бо знаходячись надворі, вони могли бачити все що там відбувається.

## Види ларів
Лари були зв'язані із "фізичним доменом", що перебував під їх захистом і, схоже, були такими ж незліченними, як і місця, які вони захищали. Деякі види ларів виконували однакові або схожі функції та мали змінні назви. Деякі не мали конкретного імені чи назви взагалі: наприклад, ті, кого викликають разом з Марсом в "Арвальській пісні"– це просто "Лази" (архаїчна форма слова "Лари"), божественні функції яких повинні бути виведені з формулювання та контексту самої "Арвальської пісні". Ті, кого покликав разом з іншими божествами консул Публій Децій Мус як акт відданості перед своєю смертю в бою, – "Лари". Наведені нижче назви та домени не можна вважати вичерпними або остаточними:
- Lares Augusti – лари Августа, або "серпневі лари". Поклоніння серпневим ларам припадало на перше серпня. Через це серпневі лари ототожнювались із початком правління Августа та самим Августом. Офіційний культ ларів Августа продовжувався від свого становлення до 4 століття н.е. Вони ототожнюються з Lares Compitalicii та Lares Praestites.
- Lares Compitalicii – лари місцевих громад чи мікрорайонів, яких вшановували на Коміталіях. Їх вівтарі зазвичай розташовувались на головних центральних перехрестях і забезпечували зосередження релігійного та соціального життя їхніх громад, особливо для плебеїв і рабів. Lares Compitalicii ототожнюються з Lares Augusti.
- Lares Domestici — лари дому. Лари, що оберігали дім. Можливо, ідентичні з Lares Familiares.
- Lares Familiares — лари сім'ї. Лари-охоронці родини. Можливо, ідентичні з Lares Domestici.
- Lares Militaris – лари військ. Марціан Капелла ідентифікував військових ларів як членів двох культових угруповань, до яких належать Марс, Юпітер та інші основні римські божества. Роберт Еверетт Аллен Палмер, дослідник архаїчного Риму, трактує фігуру з рельєфу вівтаря як "щось подібне до Lar Militaris": він одягнений і сидить верхи на сідлі зі шкіри пантери.
- Lares Permarini — лари моря. Ці лари захищали моряків; їм також був присвячений храм, що знаходився в "Марсовому полі" в Римі.
- Lares Praestitis — лари держави. Лари міста Риму, пізніше Римської держави чи громади; буквально: «Лари, що виступають попереду», як охоронці чи сторожі - їх розміщували в штаті Регія, біля храму Вести, з поклонінням і священним вогнищем якої вони були пов’язані; вони захищали Рим від руйнівного вогню. Ці лари, можливо, також функціонували як лари Августа, який володів будинком між храмом Вести та Регією. Пізніше Август віддав цей будинок та турботу про своїх ларів Весталкам: це пожертвування зміцнило релігійні зв’язки між ларами його домогосподарства, його околицями та державою. Його реформи Компіталій, свят на честь ларів, поширили це ототожнення на кожен вівтар ларів. Однак Lares Praestites і Lares Augusti, мабуть, не слід вважати однаковими. Свята поклоніння цим ларам проходили в тих же вівтарях, але в різний час.
- Lares Privati — лари осіб.
- Lares Rurales — лари землі. Лари-охоронці полів та землеробів.
- Lares Viales — лари доріг. Ці лари оберігали дороги та мандрівників, які подорожували ними.